# Rudy Fernández
Rodolfo «Rudy» Fernández Farrés (Palma de Mallorca, 4 de abril de 1985) es un exbaloncestista español que disputó veinte temporadas en la Liga ACB y cuatro en la NBA. Con 1,96 metros de altura, jugaba como escolta o alero. Fue internacional absoluto desde 2004 y capitán de España, con la que se ha proclamado entre otros éxitos, bicampeón mundial en 2006 y 2019, tetracampeón continental en 2009, 2011, 2015 y 2022, doble subcampeón olímpico en Pekín 2008 y Londres 2012, y bronce en Río 2016, siendo el primer jugador en la historia del baloncesto masculino con seis participaciones en unos Juegos Olímpicos.

## Trayectoria

### Primeros años
Rudy nació en el barrio de Campo Redondo, en Palma de Mallorca, en el seno de una familia ligada al baloncesto. Sus padres fueron jugadores de baloncesto lo mismo que su hermana Marta, quien fue internacional con la selección española.
Desde pequeño siempre tuvo mucho interés por el deporte. Practicó fútbol sala en la cantera del San José Obrero, equipo de la barriada del Rafal de Palma de Mallorca, y baloncesto, hasta que se decidió por lo segundo. «Rudy siempre tuvo un talento innato para cualquier deporte de pelota, pero el baloncesto lo lleva en la sangre. Su hermana Marta y él estaban todo el rato jugando partidos», llegó a confesar su padre.

El resto de su carrera fue vertiginoso. Pocos años después de empezar a jugar, el Joventut lo fichó y se fue a Badalona sin su familia. Maduró, jugó en las diferentes categorías de la selección y se dio a conocer entre los seguidores de los jugadores más jóvenes. En el torneo de L'Hospitalet de 2003 encandiló y empezó a entrenar con el equipo ACB, con el que ya había disputado minutos en 2002 con Manel Comas como entrenador. Se caracteriza por su buen tiro exterior de dos y tres puntos, su velocidad en los desplazamientos, una enorme capacidad de salto y su habilidad en el robo del balón al contrario.

### Joventut (ACB)

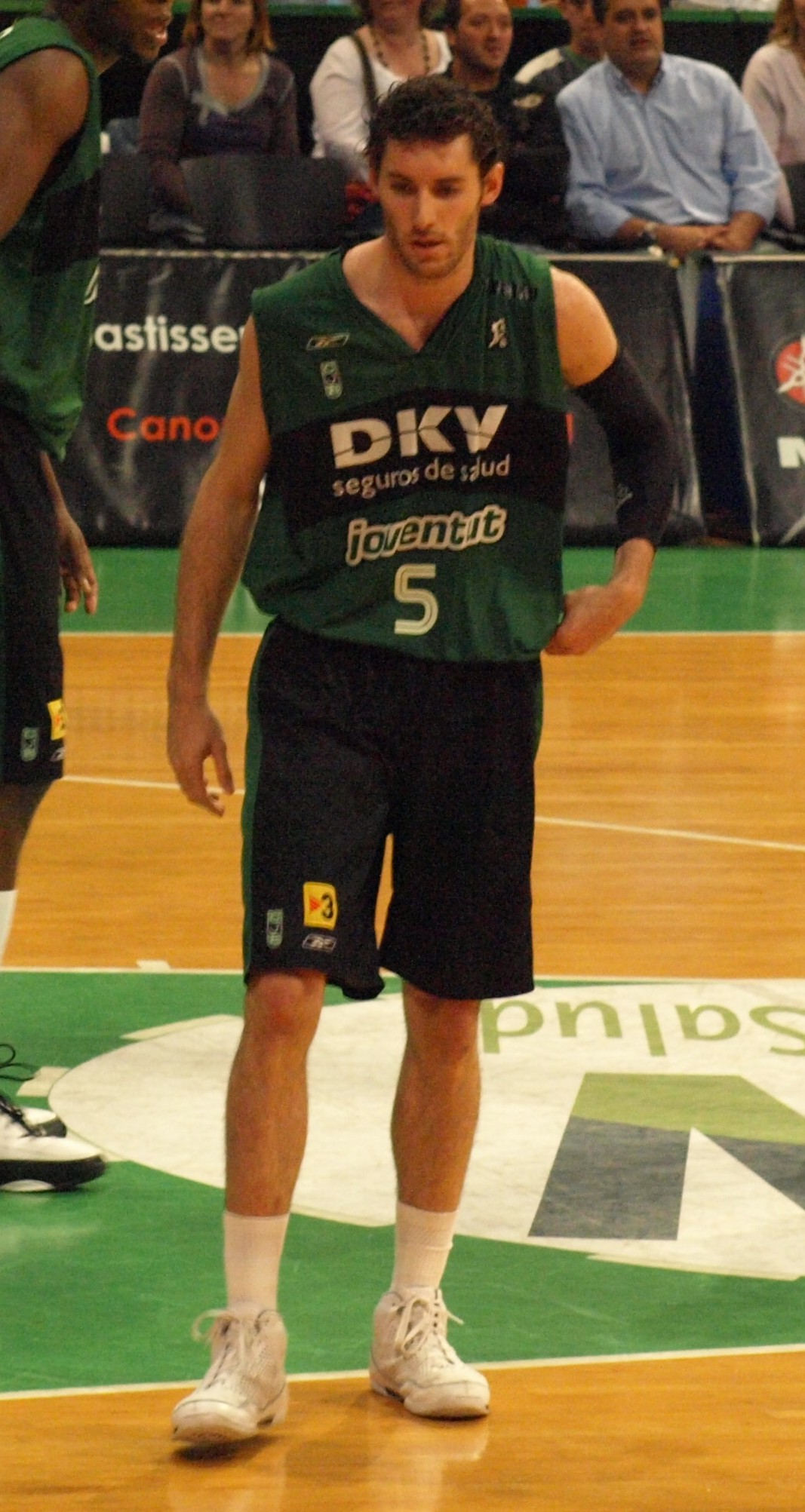
Rudy durante la temporada 2007/08, en el Pabellón Olímpico de Badalona.

La verdadera irrupción de Rudy en la ACB fue en la temporada 2003-04, con Aíto García Reneses en el banquillo del DKV. Desde ese momento comenzó a ser de vital importancia para el equipo. Disputó 28 minutos por partido y fue convocado por la selección española absoluta ese verano, disputando los Juegos Olímpicos de Atenas. Ese año había sido nombrado jugador más valioso de la Copa del Rey, aunque su equipo perdió la final. También había conseguido su canasta favorita: un alley-oop de espaldas en ese mismo partido, a pase de su buen amigo Josep Maria Guzmán.
Gracias al entrenamiento de Aíto García Reneses Rudy fue mejorando en la faceta defensiva. Rudy había dejado de ser un joven prometedor para convertirse en una realidad muy fiable, tanto que lideraba la clasificación de recuperaciones por cada balón perdido. Se convirtió en el líder de su equipo y condujo a la Penya a los playoffs en las siguientes temporadas.
Hasta el verano de 2006 su mayor éxito colectivo fue clasificarse para la Euroliga con la escuadra verdinegra, un motivo para retirarse del draft del aquel año. Al finalizar el Mundial de Japón Rudy se convirtió, con veintiún años, en el sexto hombre de la mejor selección española de baloncesto hasta ese momento.
El 28 de junio de 2007 fue elegido en el draft de la NBA en el puesto 24 por Phoenix Suns, equipo que traspasó sus derechos inmediatamente a Portland Trail Blazers y con el que firma contrato en junio de 2008, convirtiéndose así en el octavo español en jugar en la NBA, y el tercero que lo hace en los Blazers, tras Fernando Martín y Sergio Rodríguez.
En febrero de 2008, conquista la Copa del Rey y es nombrado MVP del torneo. Esa temporada, la 2007/08, logró el título de máximo anotador de la fase regular de la liga española, logrando la designación de mejor jugador de dicha fase, galardón que compartió con Marc Gasol.
Se despidió del Joventut el 6 de junio de 2008 en una emotiva rueda de prensa en la que no pudo contener las lágrimas al dejar la que ha sido su casa durante diez años.

### Etapa NBA

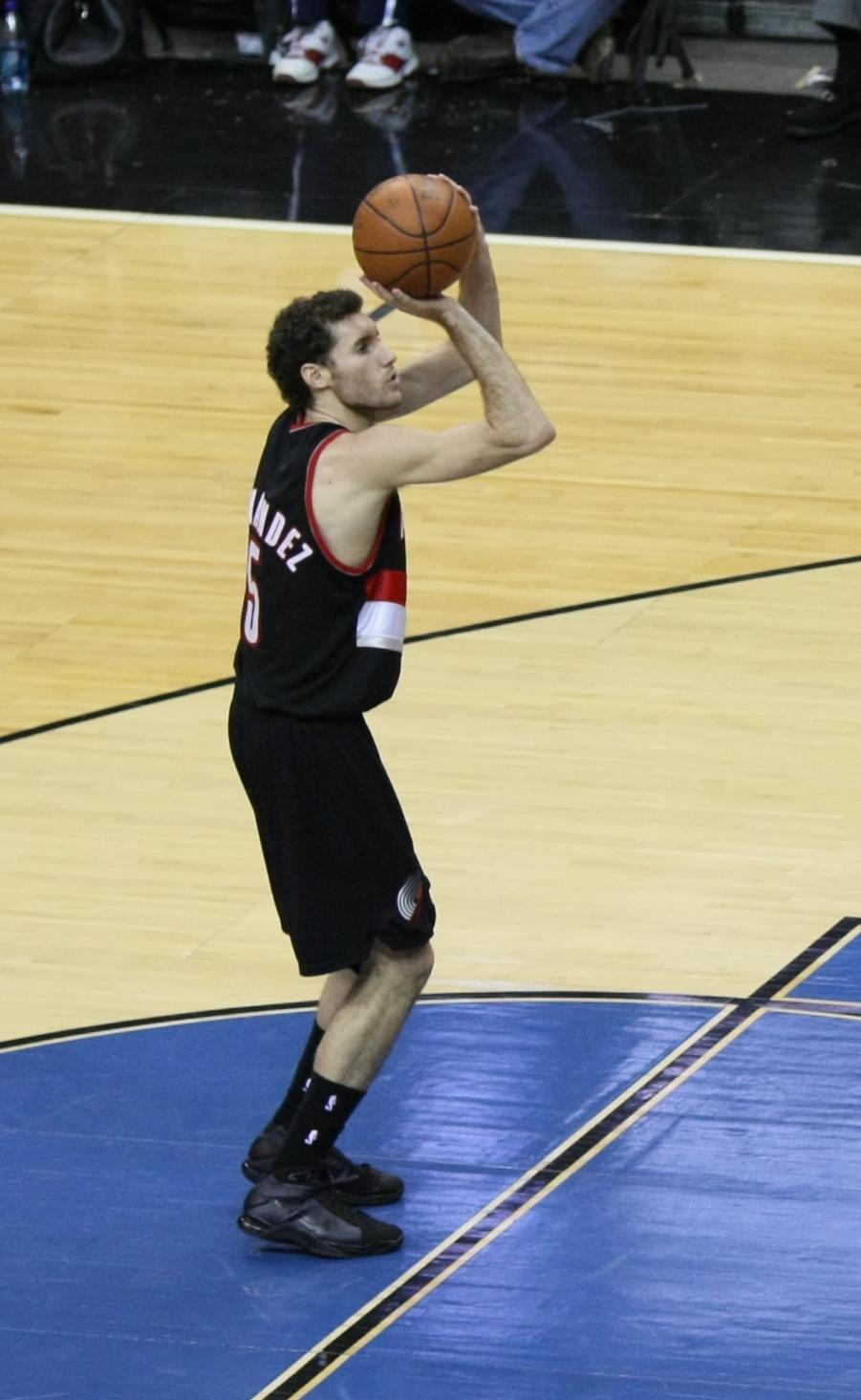
Rudy jugando con los Portland Trail Blazers.

El día 28 de octubre de 2008, debuta oficialmente en la NBA, jugando contra su compatriota Pau Gasol. Rudy consigue 16 puntos y 4 asistencias, convirtiéndose así en el mejor debutante español en la NBA. Además, en su primer año, se convirtió en el primer jugador de la NBA que consiguió encestar al menos un triple en sus primeros veinte partidos de su carrera.
A mediados de enero de 2009, Rudy se convirtió en el primer jugador europeo de la historia en ser designado para participar en un concurso de mates de la NBA tras ser elegido por los aficionados en la página web oficial de la liga. Fernández consiguió que 251.868 internautas le votasen, imponiéndose en la elección a Russell Westbrook de Oklahoma City Thunder (147.279 votos) y a Joe Alexander de Milwaukee Bucks (114.963) que eran los otros dos aspirantes a participar en el concurso. Días después, los entrenadores asistentes de los equipos NBA eligieron a Rudy para que formara parte del equipo de los rookies que habría de enfrentarse a los jugadores de segundo año en el All Star 2009 de Phoenix.
El 15 de febrero de ese mismo año, Rudy disputa el Concurso de mates, quedando en última posición, siendo eliminado en primera ronda con un total de 84 puntos (42 por mate). El jurado fue abucheado por el público al entender que las puntuaciones otorgadas a Rudy eran demasiado bajas. En su primer mate homenajeó al fallecido Fernando Martín, primer español en jugar en la NBA, precisamente en Portland poniéndose su camiseta. Para el segundo mate contó con la ayuda de Pau Gasol.
El 16 de abril de 2009 logró ser el Rookie que más triples anotaba en una temporada en la NBA al conseguir 159, anotando por lo menos un triple en 72 de 78 partidos, perdiéndose 4 de ellos por lesión.
Su segundo año en la NBA no fue tan bien como él esperaba. Rudy creía que tras su buena temporada iba a disputar más minutos, aunque también era consciente de lo duros que suelen ser los segundos años en la NBA. Rudy sufrió problemas de espalda durante el inicio de temporada y pasó por quirófano el 7 de diciembre. Tras 4 semanas de baja, su vuelta al equipo fue aún peor. Rudy combinaba partidos muy buenos con otros muy malos, partidos en los que jugaba muchos minutos con partidos en los que apenas disputaba más de 10. Si la temporada pasada disputó 25.6mpp, en esta última fueron 23.2mpp. Poco a poco Rudy fue encasillado como especialista en triples, renunciando a otras partes de su juego como son las penetraciones, asistencias, robos de balón, alley oops... Rudy decidió no participar en el All Star de rookies vs sophomores ni en el concurso de triples, pues prefirió descansar tras la operación para volver con las pilas cargadas con el equipo. Los Blazers se clasificaron para los play offs en sexta posición con un balance de victorias-derrotas de 50-32. Los Blazers disputaron la primera ronda contra los Phoenix Suns. Rudy pasó a ser el escolta titular ante la baja de Brandon Roy aunque Rudy no dio la talla en los primeros partidos. En la segunda derrota de los Blazers, pareció 'volver a la vida' anotando 4 triples en los últimos minutos que pudieron ser decisivos. Finalmente, los Blazers cayeron ante una gran exhibición de Rudy: 16p en 17min. De nuevo, otra muestra de la desconfianza de McMillan.
A finales de temporada, Rudy hizo unas sorprendentes declaraciones: 

"Echo de menos a mi familia, a mis amigos y la competición europea".

Rudy empezaba a dejar claro que no se sentía a gusto con su rol en el equipo y empezaron a sonar los rumores de traspaso. Sin embargo, Rudy no fue traspasado a ningún equipo durante la noche del draft. Pero a partir de entonces, tres equipos empezaron a sonar con mucha fuerza durante el verano: Boston Celtics, Chicago Bulls y New York Knicks. No obstante, a Portland no le acabó de convencer lo que le ofrecían dichas franquicias. También sonaban con mucha fuerza varios equipos europeos, entre ellos, el Regal FC Barcelona, el Real Madrid y el Panathinaikos. Pocas semanas antes del Mundial de Turquía, Rudy fue multado con 25.000$ por unas declaraciones de su agente americano, Andy Miller, que declaró que "con toda franqueza, la impresión que ahora mismo tengo es que está perdiendo el interés en jugar en la NBA y que preferiría volver a Europa". Tras el Mundial de Turquía, Rudy declaró que haría la pretemporada con Portland porque tenía contrato con ellos e iba a cumplirlo como profesional que era. No obstante, nada más llegar al Media Day de los Blazers, Rudy se sinceró con unas declaraciones que dieron la vuelta al mundo.
Aquella misma tarde, Rudy publicó en su Facebook sus declaraciones:

"Soy un profesional y por eso estoy hoy en Portland. Quiero demostrar respeto a la franquicia de los Blazers, a la ciudad de Portland y a los aficionados del equipo. Quiero ir día a día con los objetivos de este año. Pero en mi corazón mi deseo es volver a casa, estar cerca de mi familia, de mis padres y de mis amigos. Espero y creo que todos los fans de Portland me puedan entender. Si en algún momento he dicho algo incorrecto pido disculpas. Nate McMillan es un buen entrenador y he aprendido muchas cosas de él pero mi estilo de juego se adapta más a Europa que al sistema de la NBA y por eso prefiero volver a casa. Ahora mismo no quiero pensar en jugar en otro equipo de la NBA porque mi equipo son los Blazers".

El rumor de que Rudy tenía un preacuerdo con el Regal FC Barcelona sonó con más fuerza que nunca pero no se llegó a consumar. Rich Cho, nuevo GM de los Blazers dejó claro que no iban a dejar a Rudy Fernández volver a Europa. La NBA volvió a multar a Rudy el 12 de octubre por unas declaraciones de su agente europeo, del 6 de octubre en las que aseguraba que el motivo de Rudy de volver era cuestión de "humanidad".
El 17 de diciembre de 2010, Rudy completó su mejor partido en la NBA anotando 26 puntos y obteniendo 6 rebotes, partido en el que su equipo Portland Trail Blazers venció 107-102 a Minnesota Timberwolves.
El 23 de junio de 2011 es traspasado en la noche del draft a los Dallas Mavericks a cambio de los derechos de la elección 26 del Draft de la NBA de 2011, Jordan Hamilton, que los Blazers traspasaron a Denver Nuggets junto con Andre Miller a cambio de Raymond Felton.
Finalmente el 13 de diciembre de 2011, el jugador abandona los Dallas Mavericks sin haber debutado para incorporarse a los Denver Nuggets. Al finalizar la temporada, viendo que su aportación al equipo sería escasa, decide abandonar la franquicia estadounidense para enrolarse de nuevo en las filas del Real Madrid.

### Real Madrid

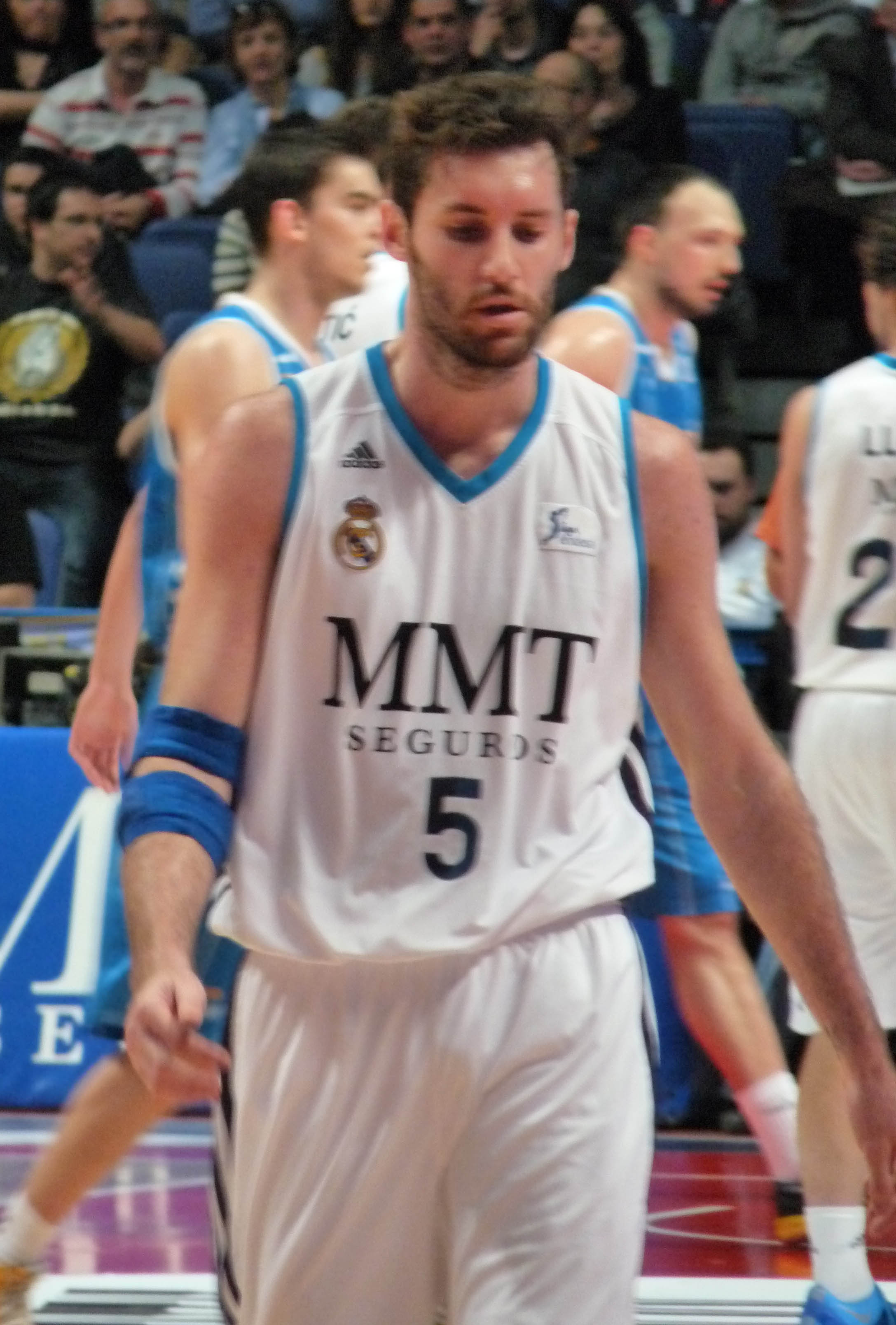
Rudy en 2013 con el Real Madrid.

Su primera estancia en el Real Madrid se produce tras decretarse en el verano de 2011 por parte de la NBA un "lock out" o cierre patronal al no llegar un acuerdo con los jugadores en cuanto al convenio colectivo y quedar los jugadores de esta liga en libertad para fichar con cualquier equipo del mundo. Rudy comenzó la temporada 2011/12 en las filas del Real Madrid, para volver tan solo unos meses después a Estados Unidos a los Denver Nuggets, tras la reapertura de la NBA.
Al finalizar la temporada 2011/12 de la NBA, da por finalizada su etapa americana para regresar al Real Madrid, firmando un contrato por tres temporadas, convirtiéndose en uno de los jugadores europeos mejor pagados. Su llegada como estrella a la plantilla merengue, supuso un punto de inflexión tanto en la competitividad, como en la repercusión mediática del equipo y el entusiasmo en la afición. En sus tres primeras temporadas, el equipo ha cumplido las más altas expectativas, al disputar consecutivamente tres finales de Euroliga, final que no se alcanzaba desde hacía 18 años y lograr en la Final Four de Madrid 2015, la ansiada «Novena» Copa de Europa.
2012/13
Comandados por Pablo Laso y con el fichaje de Rudy como gran refuerzo de una plantilla conformada por jugadores de la talla de Mirotić, Reyes, Rodríguez o Llull, se estrenaban en la temporada 2012/13, con el título de campeones de la Supercopa de España, derrotando en la final al FC Barcelona y siendo Rudy nombrado MVP del torneo. En Euroliga, el equipo se clasifica para la Final Four de Londres, derrotando en semifinales al Barcelona y concluyendo subcampeón ante Olympiacos BC (100-88), tras remontar el equipo del Pireo, un 10-27 del primer cuarto de la final. Para cerrar la temporada, el equipo alcanzó la final de la Liga Endesa, logrado también ante el Barcelona el título liguero, primero en el palmarés de Rudy.
2013/14
La temporada 2013/14, comenzó con los títulos de supercampeón de España y su segunda Copa del Rey, 24.ª para el club. En Liga y Euroliga, el equipo concluyó subcampeón. En la competición continental, volvieron a ser finalistas por segundo año consecutivo, cayendo en la prórrogra de la Final de la Euroliga de Milán ante el Maccabi BC. A final de temporada, renovó su contrato con el club por cuatro temporadas más.
2014/15
En la temporada 2014/15, revalidaron los títulos de Supercopa de España y de Copa del Rey, siendo nombrado por tercera vez MVP de la Copa (único jugador que lo consigue en toda la historia), y lograron en la Final Four de Madrid de la Euroliga, tras tres finales consecutivas en la competición, la ansiada «Novena» Copa de Europa, 20 años después de la consecución en 1995 de la «Octava», también ante Olympiacos BC. El cuarto y último título conquistado, fue el de Liga ACB, en el que el Real Madrid concluyó primero la temporada regular, logrando el campeonato con un contundente 3–0 ante el FC Barcelona, tras el tercer partido de las finales disputado en el Palau Blaugrana. Esta es la tercera vez que el club alcanza el «triplete» o «triple corona», y la primera que un club español completa el «póker» de títulos, logrando el pleno en una misma temporada (Supercopa, Copa, Liga y Euroliga).
2017/18
En la temporada 2017-18, pese a las lesiones de larga duración de varios jugadores, el Real Madrid consiguió ganar la Euroliga y también la Liga ACB. Fernández fue nombrado MVP del playoff final de esta última competición, por lo que unió su nombre a los de Sergio Llull y Dejan Bodiroga como uno de los tres únicos jugadores que consiguen ser nombrados MVP en las tres grandes competiciones nacionales (Liga, Copa y Supercopa).
En abril de 2024 anuncia su retirada como jugador profesional.
[actualizar]

## Selección nacional
Es internacional absoluto con la selección española, desde su debut el 23 de julio de 2004 ante Croacia, en su ciudad natal de Palma de Mallorca. El 15 de agosto de 2004 ante China, disputó su primer partido en competición oficial, en los Juegos Olímpicos de Atenas 2004.
Como internacional se ha proclamado entre otros éxitos: tetracampeón continental en 2009, 2011 y 2015, 2022, bicampeón mundial en 2006 y 2019, doble subcampeón olímpico en Pekín 2008 y Londres 2012, y bronce en Río 2016.
Ostenta con cinco, el récord de participaciones de un jugador europeo en la Copa Mundial, y en París 2024 se convirtió en el primer jugador masculino en disputar seis ediciones de los Juegos Olímpicos.

### Fases finales

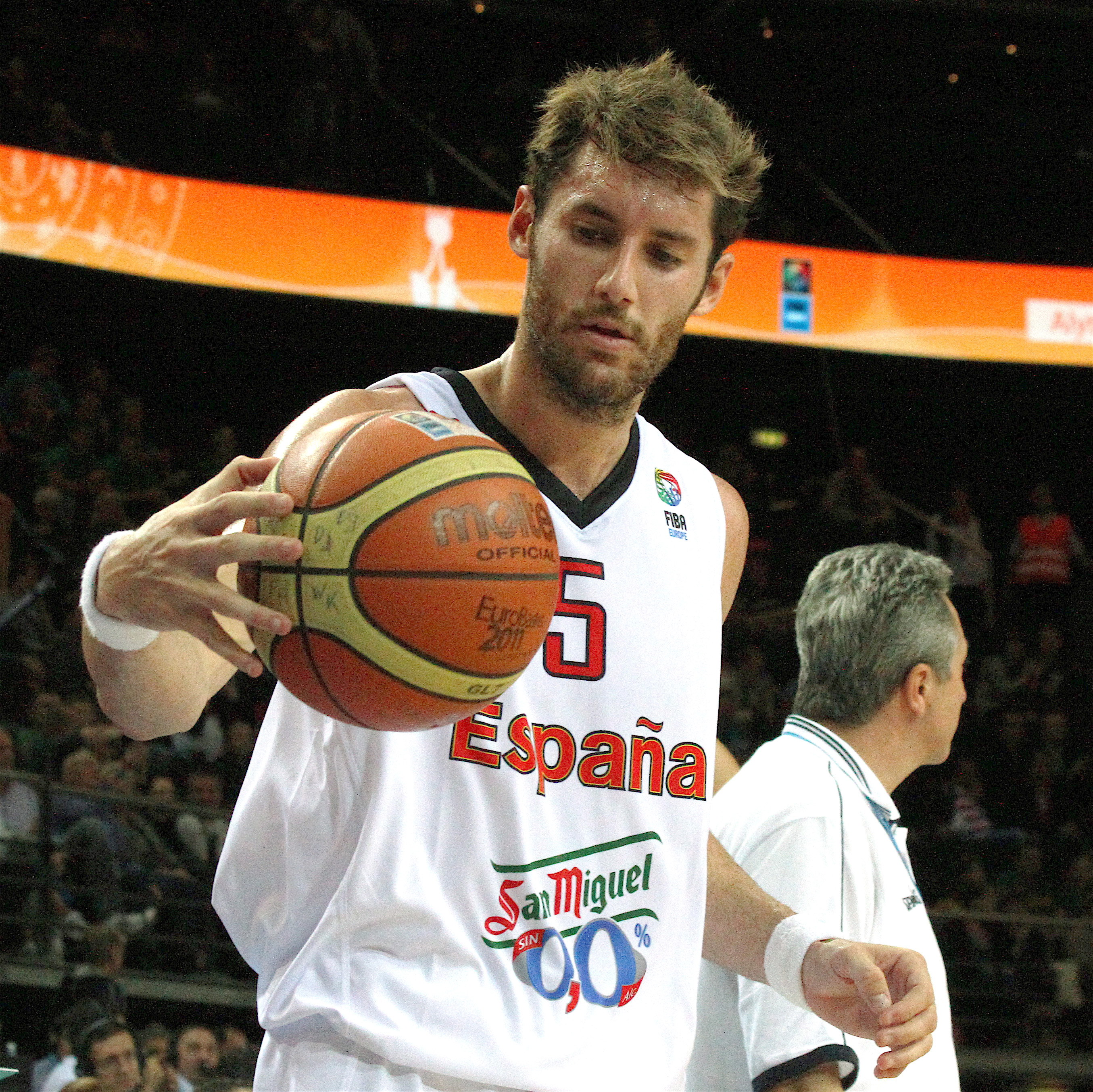
Rudy con la selección nacional.

En 2005, España quedó cuarta en el Eurobasket 2005 de Serbia y Montenegro. Rudy promedió 2'7 puntos, 1'8 rebotes y 0'5 asistencias.
En 2006, empezó la época dorada del baloncesto español con el Campeonato Mundial de Baloncesto de 2006. España ganó la final ante Grecia sin Pau Gasol en una final para la historia. Rudy se fue consagrando poco a poco en el equipo promediando 9'1 puntos, 2'3 rebotes y 0'9 asistencias.
En 2007, España cayó en la final ante Rusia en el Eurobasket 2007 de Madrid. Rudy promedió 9'9 puntos, 2 rebotes y 1'4 asistencias.
El 2008 fue el gran año del reconocimiento de Rudy en el escaparate mundial en los Juegos Olímpicos de Pekín 2008. Rudy había finalizado su gran temporada con el DKV Joventut e iba a empezar la siguiente temporada con los Portland Trail Blazers. El 24 de agosto de 2008 la selección española disputó la final de los Juegos Olímpicos de Pekín de 2008 frente al combinado de Estados Unidos. En este partido Rudy anotó 22 puntos en 17 minutos, plantándole cara a todo un Kobe Bryant, y se convirtió en el máximo anotador español de la final por encima de Pau Gasol, que anotó 21 puntos. España acabó colgándose una medalla de plata en una final que fue, posiblemente, uno de los mejores partidos de la selección española de baloncesto en toda su historia.
En el EuroBasket 2009 de Polonia, España al fin pudo coronarse como campeona de Europa. Rudy volvió a ser el mejor del equipo español por detrás de Pau Gasol. Promedió 13'6 pts, 3'5 reb y 2'1 ast. Rudy fue añadido en el Quinteto Ideal como mejor alero del campeonato.
En junio de 2010 fue incluido en la lista de 24 jugadores facilitada por la Federación Española de Baloncesto a la FIBA para integrar la Selección de baloncesto de España en el Campeonato Mundial de Baloncesto de 2010. El seleccionador español, Sergio Scariolo, lo incluyó en la lista de 15 jugadores, seleccionados de entre los 24 anteriores, que se concentrarían en Las Palmas previamente al campeonato. España finalizó sexta, siendo eliminada en cuartos ante Serbia y cayendo ante Argentina en el partido por el quinto puesto. Rudy promedió 15'6 pts, 6 reb y 1'7 ast. Rudy cuajó su mejor partido ante Argentina con 31 pts, 8 reb, 3 as y 4 rec para 41 de valoración. También consiguió un doble-doble en la fase de grupos ante Nueva Zelanda con 12 puntos y 12 rebotes.
En septiembre de 2011, se volvió a proclamar campeón de Europa en el Eurobasket 2011 celebrado en Lituania.
En agosto de 2012, repitió subcampeonato olímpico en los Juegos Olímpicos de Londres 2012, disputando la final ante Estados Unidos.
En 2016, fue parte del combinado nacional que consiguió el bronce olímpico en Río 2016.
En verano de 2021, fue parte de la selección absoluta española que participó en los Juegos Olímpicos de Tokio 2020, que quedó en sexto lugar.
En septiembre de 2022, fue parte del combinado absoluto español que participó en el EuroBasket 2022, siendo su séptimo EuroBasket y colocándose como segundo jugador español con más internacionalidades. Además consiguieron el oro al vencer en la final a Francia.
Durante agosto y septiembre de 2023 fue integrante de la selección de España que participó en el Mundial de 2023 celebrado en Asia, y que finalizó en noveno lugar. Durante el torneo superó las 254 internacionalidades de Juan Carlos Navarro y se convirtió en el jugador con más participaciones con la selección nacional.
Entre julio y agosto de 2024 fue parte de la selección absoluta de España, que disputó los Juegos Olímpicos de París, finalizando en décima posición. El 2 de agosto, ante Canadá, disputó su último encuentro con la selección y como profesional.

## Vida personal
Desde 2011 mantiene una relación con la modelo y exMiss España Helen Lindes, con la que se casó el 4 de julio de 2015 en Sa Fortalesa (La Fortaleza), un castillo del siglo XVII que ocupa la península conocida como Punta Avançada, en Pollensa. El 22 de diciembre de 2016 nació su primer hijo, Alan, y en mayo de 2019 nace su segunda hija, Aura.
Participó en un episodio de la serie Aída titulado "Mucho Rudy y pocas nueces", capítulo 24 de la 10.ª temporada.
En 2020 reconoció que hace años que usaba la hipnosis para mejorar su rendimiento deportivo.
Rudy fue embajador del proyecto 'Por ser niñas' de la Fundación Plan España. En julio de 2010 viajó a Egipto para sumarse al movimiento internacional 'Paremos la Pobreza Infantil' y apadrinó a Kalima, una niña de 4 años que vive al sur de El Cairo. Rudy declaró en su Twitter unos días más tarde que "Todos deberíamos tomar conciencia de las injusticias y poner nuestro granito de arena para ayudar a solucionarlas y para denunciarlas".

## Estadísticas

### Liga ACB
|  | Temporada en la que se proclama campeón de la Liga ACB |

Temporada regular
| Temporada | Equipo      | PJ  | MPP  | %T2  | %3P  | %TL  | RPP | ROP | APP | ROB | TPP | PPP  | VAL  |
| --------- | ----------- | --- | ---- | ---- | ---- | ---- | --- | --- | --- | --- | --- | ---- | ---- |
| 2001-02   | Joventut    | 1   | 1.2  | -    | -    | -    | 0.0 | 0.0 | 0.0 | 0.0 | 0.0 | 0.0  | 0.0  |
| 2002-03   | Joventut    | 1   | 0.0  | -    | -    | -    | 0.0 | 0.0 | 0.0 | 0.0 | 0.0 | 0.0  | 0.0  |
| 2003-04   | Joventut    | 34  | 28.1 | 52.8 | 39.7 | 85.1 | 3.9 | 1.1 | 2.3 | 1.6 | 0.1 | 11.1 | 13.2 |
| 2004-05   | Joventut    | 25  | 27.2 | 57.1 | 32.1 | 77.6 | 3.3 | 1.1 | 3.2 | 1.5 | 0.3 | 10.9 | 13.9 |
| 2005-06   | Joventut    | 34  | 28.7 | 55.9 | 35.5 | 84.7 | 4.2 | 1.1 | 2.5 | 2.1 | 0.2 | 14.6 | 18.5 |
| 2006-07   | Joventut    | 32  | 27.6 | 55.8 | 38.3 | 85.1 | 3.9 | 1.0 | 3.0 | 2.2 | 0.1 | 16.3 | 18.8 |
| 2007-08   | Joventut    | 30  | 28.3 | 59.1 | 40.9 | 91.3 | 3.1 | 0.8 | 4.1 | 2.2 | 0.2 | 21.2 | 25.1 |
| 2011-12   | Real Madrid | 9   | 26.1 | 67.5 | 39.2 | 79.5 | 3.8 | 1.0 | 2.7 | 2.4 | 0.1 | 16.1 | 19.6 |
| 2012-13   | Real Madrid | 30  | 22.4 | 60.0 | 34.1 | 77.5 | 2.8 | 0.7 | 2.3 | 1.4 | 0.4 | 11.9 | 13.3 |
| 2013-14   | Real Madrid | 30  | 24.0 | 61.0 | 36.0 | 85.5 | 3.5 | 0.9 | 2.7 | 1.8 | 0.2 | 13.5 | 16.6 |
| 2014-15   | Real Madrid | 27  | 23.0 | 44.6 | 36.9 | 77.9 | 3.0 | 0.7 | 2.1 | 1.4 | 0.4 | 10.5 | 12.4 |
| 2015-16   | Real Madrid | 16  | 22.2 | 41.7 | 45.2 | 85.0 | 2.4 | 0.3 | 1.9 | 1.0 | 0.1 | 9.1  | 9.8  |
| 2016-17   | Real Madrid | 28  | 21.1 | 43.5 | 28.2 | 84.1 | 2.1 | 0.5 | 2.9 | 1.1 | 0.2 | 7.0  | 8.0  |
| 2017-18   | Real Madrid | 25  | 15.8 | 53.8 | 47.3 | 86.5 | 2.5 | 0.6 | 1.7 | 0.7 | 0.3 | 8.8  | 10.4 |
| 2018-19   | Real Madrid | 26  | 19.4 | 52.2 | 36.9 | 87.5 | 2.2 | 0.7 | 1.9 | 1.2 | 0.0 | 8.7  | 9.6  |
| 2019-20   | Real Madrid | 15  | 16.1 | 33.3 | 33.9 | 84.6 | 2.2 | 0.3 | 1.5 | 0.9 | 0.3 | 5.3  | 6.1  |
| 2020-21   | Real Madrid | 21  | 13.4 | 47.4 | 41.4 | 66.7 | 2.0 | 0.3 | 1.1 | 0.8 | 0.1 | 6.7  | 7.4  |
| 2021-22   | Real Madrid | 20  | 15.7 | 38.1 | 33.7 | 71.4 | 2.5 | 0.6 | 1.3 | 0.8 | 0.1 | 6.2  | 6.5  |
| 2022-23   | Real Madrid | 10  | 11.8 | 71.4 | 44.4 | 0.0  | 1.0 | 0.1 | 0.5 | 0.3 | 0.1 | 5.8  | 3.7  |
| 2023-24   | Real Madrid | 19  | 13.6 | 40.0 | 33.9 | 83.3 | 1.6 | 0.1 | 0.7 | 0.7 | 0.1 | 4.3  | 4.6  |
| TOTAL     |             | 433 | 23   | 55.0 | 37.5 | 83.6 | 3.0 | 0.8 | 2.3 | 1.4 | 0.2 | 11.3 | 13.3 |

[actualizar]
Playoffs
| Año   | Equipo      | PJ  | MPP  | %T2   | %3P  | %TL  | RPP | ROP | APP | ROB | TPP | PPP  | VAL  |
| ----- | ----------- | --- | ---- | ----- | ---- | ---- | --- | --- | --- | --- | --- | ---- | ---- |
| 2004  | Joventut    | 3   | 28   | 50.0  | 35.7 | 83.3 | 4.3 | 2.3 | 1.3 | 1.7 | 0.0 | 13.0 | 13.0 |
| 2005  | Joventut    | 4   | 20   | 70.0  | 10.0 | 75.0 | 1.8 | 1.0 | 1.5 | 1.0 | 0.3 | 7.3  | 10.0 |
| 2006  | Joventut    | 8   | 23   | 57.7  | 31.0 | 74.1 | 2.4 | 0.5 | 2.8 | 1.0 | 0.3 | 9.6  | 9.5  |
| 2007  | Joventut    | 10  | 27   | 39.6  | 39.3 | 80.4 | 3.5 | 1.1 | 2.6 | 1.0 | 0.0 | 14.7 | 13.9 |
| 2008  | Joventut    | 5   | 28   | 50.0  | 31.6 | 86.1 | 2.4 | 0.4 | 3.8 | 2.0 | 0.8 | 19.0 | 19.6 |
| 2013  | Real Madrid | 10  | 25.9 | 62.3  | 12.5 | 92.6 | 4.4 | 1.2 | 2.5 | 1.1 | 0.1 | 10.9 | 12.9 |
| 2014  | Real Madrid | 9   | 27.6 | 48.0  | 26.7 | 78.1 | 3.8 | 0.9 | 2.7 | 1.4 | 0.0 | 12.1 | 12.6 |
| 2015  | Real Madrid | 9   | 24.5 | 50.0  | 35.6 | 85.0 | 3.1 | 0.9 | 1.9 | 1.1 | 0.1 | 12.0 | 14.1 |
| 2016  | Real Madrid | 8   | 23.2 | 52.9  | 44.2 | 91.7 | 4.3 | 1.0 | 1.8 | 0.8 | 0.1 | 10.8 | 12.0 |
| 2017  | Real Madrid | 10  | 20   | 41.2  | 36.1 | 87.5 | 1.9 | 0.5 | 1.8 | 0.8 | 0.3 | 6.0  | 7.2  |
| 2018  | Real Madrid | 9   | 21   | 50.0  | 39.2 | 83.3 | 2.7 | 0.9 | 2.7 | 1.6 | 0.1 | 12.2 | 12.7 |
| 2019  | Real Madrid | 9   | 19   | 54.5  | 43.5 | 88.9 | 2.2 | 0.4 | 2.6 | 0.9 | 0.1 | 8.9  | 9.9  |
| 2021  | Real Madrid | 7   | 18   | 44.4  | 29.4 | 88.9 | 2.1 | 0.6 | 0.9 | 0.7 | 0.0 | 6.6  | 5.0  |
| 2022  | Real Madrid | 9   | 16   | 40.0  | 35.3 | 75.0 | 1.8 | 0.4 | 1.8 | 0.6 | 0.0 | 6.0  | 5.0  |
| 2023  | Real Madrid | 9   | 14   | 66.7  | 28.6 | 46.2 | 2.0 | 0.4 | 0.9 | 0.8 | 0.0 | 3.1  | 3.0  |
| 2024  | Real Madrid | 8   | 10.8 | 100.0 | 53.3 | -    | 2.1 | 0.5 | 0.8 | 0.3 | 0.0 | 3.3  | 4.4  |
| TOTAL |             | 127 | 21.4 | 50.8  | 33.9 | 81.5 | 2.8 | 0.8 | 2.0 | 1.0 | 0.1 | 9.5  | 10.0 |

### Competiciones europeas

#### Copa ULEB
| Temporada | Equipo   | PJ | MPP  | %T2  | %3P  | %TL  | RPP | ROP | APP | ROB | TPP | PPP  |
| --------- | -------- | -- | ---- | ---- | ---- | ---- | --- | --- | --- | --- | --- | ---- |
| 2002-03   | Joventut | 2  | 4.5  | 0.0  | 0.0  | 50.0 | 1.5 | 0.5 | 0.0 | 0.0 | 0.0 | 0.5  |
| 2003-04   | Joventut | 14 | 27.5 | 50.0 | 42.0 | 80.0 | 4.1 | 1.7 | 1.7 | 1.8 | 0.4 | 9.9  |
| 2004-05   | Joventut | 11 | 27.2 | 47.5 | 30.6 | 84.6 | 2.5 | 1.2 | 2.5 | 2.3 | 0.2 | 11.3 |
| 2007-08   | Joventut | 15 | 22.7 | 56.5 | 39.1 | 94.1 | 3.4 | 0.7 | 3.7 | 2.0 | 0.7 | 15.2 |
| TOTAL     |          | 42 | 24.3 | 51.4 | 37.9 | 86.9 | 3.3 | 1.2 | 2.5 | 1.9 | 0.4 | 11.7 |

#### Euroliga
| Temporada | Equipo      | PJ  | MPP   | %T2  | %3P  | %TL   | RPP | ROP | APP | ROB | TPP | PPP  |
| --------- | ----------- | --- | ----- | ---- | ---- | ----- | --- | --- | --- | --- | --- | ---- |
| 2006-07   | Joventut    | 19  | 25.9  | 54.9 | 42.9 | 81    | 3.8 | 0.9 | 1.7 | 2.1 | 0.3 | 15.8 |
| 2011-12   | Real Madrid | 8   | 25.2  | 48.4 | 31.9 | 89    | 3.1 | 0.5 | 1.5 | 1.3 | 0.1 | 11.5 |
| 2012-13   | Real Madrid | 27  | 27.1  | 54.5 | 33.8 | 80    | 3.9 | 0.9 | 3.1 | 1.5 | 0.4 | 13.7 |
| 2013-14   | Real Madrid | 31  | 27.5  | 52.5 | 35.3 | 89    | 4.4 | 1.1 | 3.3 | 1.5 | 0.2 | 13.2 |
| 2014-15   | Real Madrid | 25  | 27.2  | 49.5 | 35.5 | 89    | 3.4 | 0.8 | 3.3 | 1.3 | 0.1 | 12.7 |
| 2015-16   | Real Madrid | 14  | 22.3  | 47.4 | 30.4 | 73    | 2.4 | 0.7 | 1.9 | 0.4 | 0.1 | 7.6  |
| 2016-17   | Real Madrid | 32  | 23.2  | 37.7 | 32.3 | 75.0  | 2.8 | 0.8 | 3.2 | 1.2 | 0.1 | 6.5  |
| 2017-18   | Real Madrid | 31  | 19.4  | 40.8 | 37.1 | 87.9  | 2.5 | 0.7 | 2.6 | 0.7 | 0.2 | 7.4  |
| 2018-19   | Real Madrid | 31  | 20.5  | 39.2 | 41.4 | 81.5  | 2.8 | 0.6 | 2.7 | 0.8 | 0.2 | 9.0  |
| 2019-20   | Real Madrid | 25  | 20.0  | 30.3 | 41.6 | 77.1  | 2.0 | 0.3 | 2.0 | 1.0 | 0.1 | 8.1  |
| 2020-21   | Real Madrid | 28  | 14.4  | 38.5 | 35.1 | 83.3  | 1.0 | 0.1 | 1.4 | 0.4 | 0.1 | 5.3  |
| 2021-22   | Real Madrid | 34  | 19.1  | 55.6 | 32.4 | 76.9  | 3.2 | 0.6 | 2.2 | 0.8 | 0.2 | 6.2  |
| 2022-23   | Real Madrid | 20  | 17.2  | 50.0 | 30.9 | 100.0 | 2.1 | 0.2 | 1.8 | 0.8 | 0.2 | 4.4  |
| 2023-24   | Real Madrid | 24  | 15.5  | 50.0 | 36.5 | 85.7  | 1.9 | 0.3 | 1.5 | 0.9 | 0.0 | 3.3  |
| TOTAL     |             | 349 | 21.37 | 47.9 | 35.9 | 83.5  | 2.8 | 0.6 | 2.4 | 1.1 | 0.2 | 8.7  |

### Competiciones internacionales
EuroBasket
| Año   | PJ | MPP  | %T2  | %3P  | %TL   | RPP | ROP | APP | ROB | TPP | PPP  | VAL  |
| ----- | -- | ---- | ---- | ---- | ----- | --- | --- | --- | --- | --- | ---- | ---- |
| 2005  | 6  | 16.2 | 36.4 | 25.0 | 100.0 | 1.8 | 0.2 | 0.5 | 1.0 | 0.2 | 2.7  | 1.7  |
| 2007  | 9  | 20.2 | 57.7 | 40.6 | 83.3  | 2.0 | 0.6 | 1.4 | 1.3 | 0.1 | 9.9  | 11.2 |
| 2009  | 9  | 25.1 | 61.8 | 36.6 | 88.0  | 3.1 | 0.9 | 1.9 | 1.9 | 0.2 | 12.1 | 12.1 |
| 2011  | 11 | 25.2 | 70.7 | 25.7 | 62.5  | 3.6 | 1.4 | 2.5 | 1.5 | 0.2 | 8.2  | 9.1  |
| 2013  | 11 | 24.5 | 52.6 | 43.6 | 84.0  | 3.5 | 1.3 | 1.8 | 1.0 | 0.5 | 12.0 | 14.4 |
| 2015  | 9  | 21.5 | 44.0 | 16.7 | 88.9  | 4.0 | 1.2 | 1.2 | 0.9 | 0.3 | 5.6  | 8.1  |
| 2022  | 9  | 16.3 | 50.0 | 43.2 | 77.8  | 2.0 | 0.8 | 1.3 | 0.7 | 0.1 | 6.8  | 8.4  |
| TOTAL | 64 |      |      |      |       |     |     |     |     |     | 8.5  | 9.8  |

Mundial
| Año   | PJ | MPP  | %T2  | %3P  | %TL   | RPP | ROP | APP | ROB | TPP | PPP  | VAL  |
| ----- | -- | ---- | ---- | ---- | ----- | --- | --- | --- | --- | --- | ---- | ---- |
| 2006  | 9  | 18.0 | 61.5 | 40.7 | 81.0  | 2.3 | 0.4 | 0.9 | 1.4 | 0.4 | 9.1  | 8.3  |
| 2010  | 9  | 26.4 | 81.3 | 46.2 | 91.9  | 6.0 | 1.2 | 1.7 | 1.8 | 0.2 | 15.6 | 18.1 |
| 2014  | 7  | 22.4 | 53.3 | 44.0 | 91.7  | 2.3 | 0.6 | 2.6 | 1.4 | 0.1 | 8.6  | 10.1 |
| 2019  | 8  | 27.1 | 36.4 | 41.7 | 75.0  | 3.6 | 1.4 | 3.0 | 1.6 | 0.4 | 7.8  | 11.9 |
| 2023  | 5  | 14.2 | 66.7 | 45.5 | 100.0 | 1.4 | 0.4 | 2.8 | 1.0 | 0.0 | 4.2  | 6.6  |
| TOTAL | 38 | 21.9 |      |      |       |     |     |     |     |     | 9.6  | 11.6 |

Juegos Olímpicos
| Año   | PJ | MPP  | %T2  | %3P  | %TL  | RPP | ROP | APP | ROB | TPP | PPP  | VAL  |
| ----- | -- | ---- | ---- | ---- | ---- | --- | --- | --- | --- | --- | ---- | ---- |
| 2004  | 7  | 11.3 | 53.3 | 36.4 | 80.0 | 1.1 | 0.1 | 0.6 | 0.3 | 0.1 | 5.1  | 2.6  |
| 2008  | 8  | 22.1 | 55.9 | 40.0 | 79.2 | 3.5 | 1.5 | 2.1 | 1.0 | 0.3 | 13.1 | 11.4 |
| 2012  | 8  | 27.5 | 57.9 | 35.3 | 70.4 | 3.5 | 0.5 | 2.9 | 0.9 | 0.3 | 9.6  | 10.9 |
| 2016  | 8  | 27.4 | 66.7 | 37.5 | 70.8 | 3.4 | 0.6 | 2.0 | 1.6 | 0.1 | 10.3 | 9.5  |
| 2021  | 4  | 24.4 | 33.3 | 31.6 | -    | 4.3 | 0.3 | 0.3 | 1.8 | 0.0 | 5.0  | 5.8  |
| 2024  | 3  | 17.2 | 0.0  | 25.0 | 50.0 | 1.0 | 0.7 | 1.0 | 0.7 | 0.0 | 3.3  | 0.7  |
| TOTAL | 38 |      |      |      |      |     |     |     |     |     | 8.7  | 7.8  |

Ventanas
| Año  | PJ | MPP  | %T2  | %3P  | %TL  | RPP | ROP | APP | ROB | TPP | PPP  | VAL  |
| ---- | -- | ---- | ---- | ---- | ---- | --- | --- | --- | --- | --- | ---- | ---- |
| 2022 | 2  | 14.2 | 33.3 | 55.6 | 75.0 | 1.5 | 0.0 | 2.0 | 2.5 | 0.5 | 11.0 | 10.5 |

Partidos amistosos
| Año   | PJ  | MPP  | %T2   | %3P  | %TL   | RPP | ROP | APP | ROB | TPP | PPP  | VAL  |
| ----- | --- | ---- | ----- | ---- | ----- | --- | --- | --- | --- | --- | ---- | ---- |
| 2004  | 7   | 17.3 | 66.7  | 35.3 | 77.8  | 1.4 | 0.3 | 2.0 | 0.4 | 0.0 | 6.4  | 5.1  |
| 2005  | 7   | 13.5 | 76.9  | 45.5 | 91.7  | 1.9 | 0.3 | 1.0 | 0.9 | 0.0 | 6.6  | 7.1  |
| 2006  | 9   | 18.2 | 73.1  | 21.7 | 73.7  | 3.3 | 1.4 | 1.7 | 1.6 | 0.1 | 7.4  | 8.2  |
| 2007  | 9   | 20.2 | 81.0  | 51.7 | 100.0 | 3.0 | 0.6 | 1.1 | 1.3 | 0.3 | 12.6 | 12.9 |
| 2008  | 7   | 19.5 | 72.7  | 46.2 | 91.7  | 3.5 | 1.5 | 2.1 | 0.9 | 0.1 | 9.0  | 9.0  |
| 2009  | 8   | 20.1 | 38.9  | 41.7 | 68.2  | 2.8 | 0.5 | 1.4 | 1.0 | 0.4 | 9.3  | 7.8  |
| 2010  | 9   | 15.3 | 34.8  | 44.0 | 83.3  | 2.7 | 1.2 | 1.3 | 1.7 | 0.0 | 7.1  | 6.7  |
| 2011  | 8   | 19.2 | 42.9  | 27.8 | 92.3  | 2.8 | 0.9 | 2.1 | 0.9 | 0.0 | 4.9  | 5.0  |
| 2012  | 8   | 19.6 | 50.0  | 41.2 | 78.6  | 2.4 | 1.0 | 1.1 | 1.1 | 0.1 | 7.9  | 8.9  |
| 2013  | 8   | 17.4 | 73.1  | 26.7 | 77.8  | 2.5 | 1.3 | 1.5 | 0.9 | 0.0 | 8.0  | 8.6  |
| 2014  | 8   | 13.5 | 44.4  | 21.1 | 71.4  | 2.5 | 0.4 | 0.8 | 0.3 | 0.0 | 3.1  | 3.3  |
| 2015  | 7   | 21.6 | 46.7  | 47.1 | 84.6  | 3.0 | 0.3 | 2.0 | 1.0 | 0.0 | 10.4 | 13.4 |
| 2016  | 6   | 15.0 | 20.0  | 50.0 | 80.0  | 3.4 | 0.6 | 2.0 | 0.8 | 0.0 | 7.0  | 8.0  |
| 2019  | 5   | 13.6 | 66.7  | 31.3 | 0.0   | 3.6 | 1.4 | 3.0 | 1.6 | 0.4 | 3.8  | 3.8  |
| 2021  | 5   | 16.1 | 0.0   | 40.0 | 100.0 | 2.8 | 0.4 | 1.8 | 0.8 | 0.2 | 6.4  | 7.0  |
| 2022  | 3   | 15.5 | 0.0   | 25.0 | 83.3  | 2.3 | 0.0 | 2.3 | 1.7 | 0.0 | 3.7  | 6.0  |
| 2023  | 3   | 13.3 | -     | 31.3 | -     | 1.0 | 0.7 | 3.7 | 0.7 | 0.0 | 5.0  | 5.7  |
| 2024  | 4   | 12.0 | 100.0 | 53.3 | 100.0 | 1.8 | 0.0 | 2.5 | 0.8 | 0.0 | 6.8  | 9.5  |
| TOTAL | 121 |      |       |      |       |     |     |     |     |     |      |      |

### NBA

#### Temporada regular
| Temporada | Equipo   | PJ  | PT | MPP  | %TC  | %3P  | %TL  | RPP | APP | ROB | TPP | PPP  |
| --------- | -------- | --- | -- | ---- | ---- | ---- | ---- | --- | --- | --- | --- | ---- |
| 2008–09   | Portland | 78  | 4  | 25.6 | .425 | .399 | .839 | 2.7 | 2.0 | .9  | .2  | 10.4 |
| 2009–10   | Portland | 62  | 2  | 23.2 | .378 | .368 | .867 | 2.6 | 2.0 | 1.0 | .2  | 8.1  |
| 2010–11   | Portland | 78  | 3  | 23.3 | .370 | .321 | .863 | 2.2 | 2.5 | 1.1 | .2  | 8.6  |
| 2011–12   | Denver   | 31  | 1  | 22.9 | .440 | .328 | .698 | 2.1 | 2.4 | 1.0 | .1  | 8.6  |
| Total     | Total    | 249 | 10 | 24.0 | .399 | .360 | .840 | 2.4 | 2.2 | 1.0 | .2  | 9.1  |

#### Playoffs
| Año   | Equipo   | PJ | PT | MPP  | %TC  | %3P  | %TL   | RPP | APP | ROB | TPP | PPP |
| ----- | -------- | -- | -- | ---- | ---- | ---- | ----- | --- | --- | --- | --- | --- |
| 2009  | Portland | 6  | 1  | 27.0 | .429 | .421 | 1.000 | 2.8 | 1.0 | 1.3 | .5  | 7.5 |
| 2010  | Portland | 6  | 3  | 19.8 | .444 | .478 | .750  | 1.7 | 1.3 | .2  | .0  | 6.8 |
| 2011  | Portland | 6  | 0  | 13.5 | .222 | .300 | .667  | 2.0 | .8  | .3  | .2  | 2.8 |
| Total | Total    | 18 | 4  | 20.1 | .388 | .423 | .792  | 2.2 | 1.1 | .6  | .2  | 5.7 |

## Logros y reconocimientos

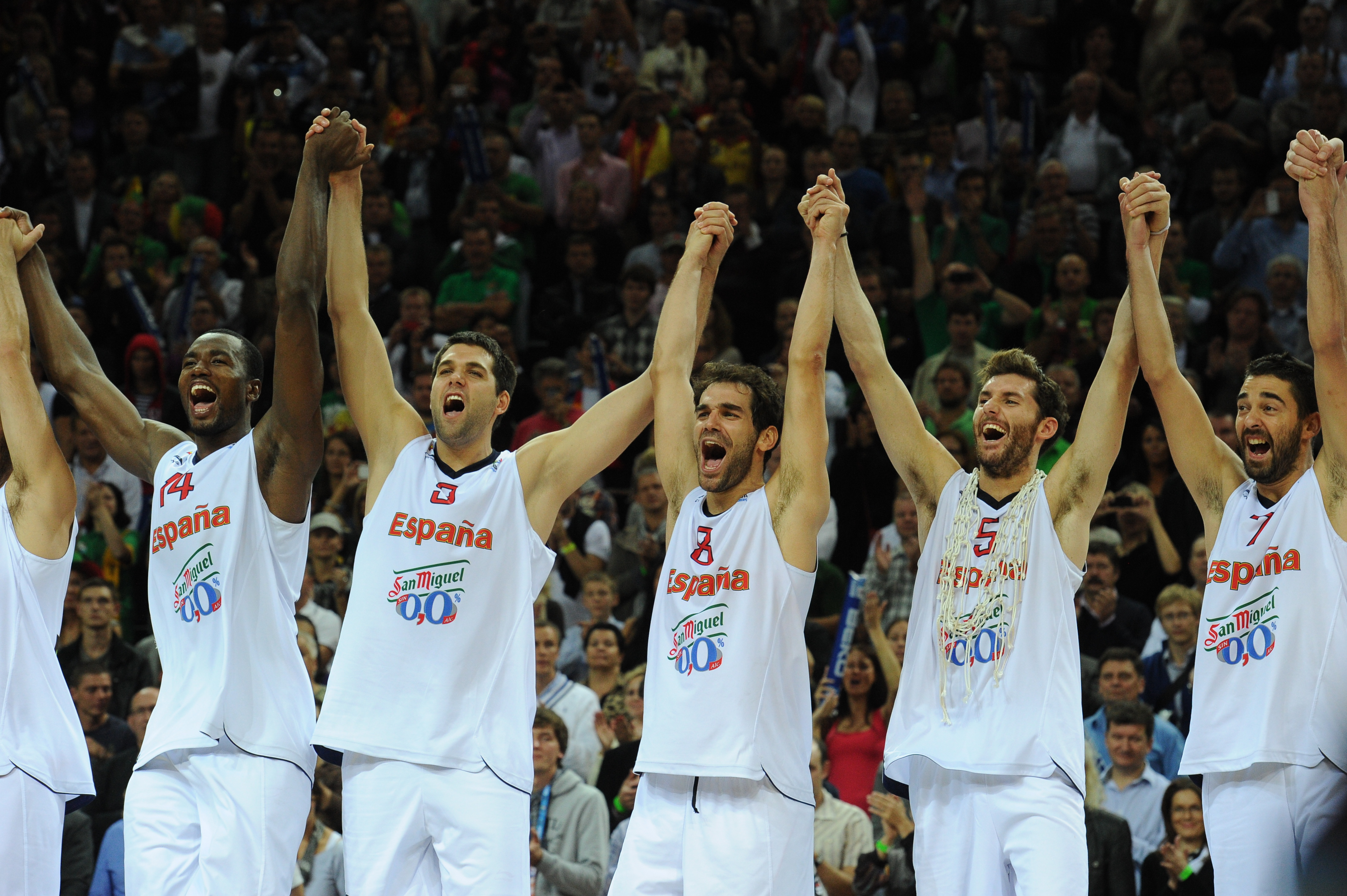
Rudy en el podio del Eurobasket 2011, festejando el triunfo con el resto de internacionales.

### Selección española
Absoluta
- Campeonato Mundial de 2006 en Japón.
- Eurobasket 2007 en España.
- Juegos Olímpicos de 2008 en Pekín.
- Eurobasket 2009 en Polonia.
- Eurobasket 2011 en Lituania.
- Juegos Olímpicos de 2012 en Londres.
- Eurobasket 2013 en Eslovenia.
- Eurobasket 2015 en Francia.
- Juegos Olímpicos de 2016 en Río.
- Campeonato Mundial de 2019 en China.
- Eurobasket 2022 en Alemania.

Cadete
- Europeo Sub-16 de 2001 en Letonia.

### Clubes
Joventut
- Copa del Rey (1): 2008.
- ULEB Eurocup (1): 2008.
- FIBA EuroChallenge (1): 2006.

Real Madrid
- Copa Intercontinental (1): 2015.
- Euroliga (3): 2015, 2018, 2023.
- Liga ACB (7): 2013, 2015, 2016, 2018, 2019, 2022, 2024.
- Copa del Rey (6): 2014, 2015, 2016, 2017, 2020, 2024.
- Supercopa de España (9): 2012, 2013, 2014, 2018, 2019, 2020, 2021, 2022, 2023.

### Individual
- MVP Liga ACB (final) (1): 2017-18.[45]
- MVP Copa del Rey (3): 2004, 2008 y 2015.
- MVP Supercopa de España (1): 2012.
- MVP ULEB Eurocup (1): 2008.
- MVP FIBA EuroChallenge (1): 2006.
- Quinteto Ideal de la Euroliga (2): 2013 y 2014.
- Segundo Quinteto Ideal de la Euroliga (1): 2015.
- Quinteto Ideal de la ACB (4): 2007, 2008, 2013 y 2014.
- Segundo Mejor quinteto de rookies de la NBA (1): 2009.
- Quinteto Ideal del Eurobasket (1): 2009.
- Mejor Jugador Joven (FIBA Europa) (1): 2006.
- Mejor Jugador Joven (Euroliga) (1): 2007.
- Mejor Jugador Nacional "Gigantes del Basket" (1): 2012.

### Condecoraciones
| Distinción                            | Año  |
| ------------------------------------- | ---- |
| Gran Cruz de la Orden del Dos de Mayo | 2024 |